# 케인 코스기
케인 타케시 코스기(일본어: ケイン・タケシ・コスギ, 영어: Kane Takeshi Kosugi, 1974년 10월 11일 ~ )는 미국의 배우이다. 일본어 이름은 고스기 다케시(일본어: 小杉健)이다.

## 출연 작품
- 테라포마스 (2016)
- 블러드 리벤지 (2014)
- 닌자2: 섀도우 어쌔신 (2013)
- 홍금보의 채리불권 (2011)
- 바통 (2009)
- 코웹 (2009)
- 타임리스 (2009)
- 워 (2007)
- DOA (2006)
- 고질라 - 파이널 워즈 (2004)
- 머슬 히트 (2002)
- 스트리트 파이터 제로 (1999)
- 성룡의 CIA (1998)
- 캐츠 아이 (1997)
- 소년탐정 김전일 - TV시리즈 2 (1996)
- 제로 우먼 2 (1995)
- 블랙 이글 (1988)
- 닌자의 반란 (1985)
- 죽음의 기도 (1985)
- 닌자 2 - 닌자의 복수 (1983)